# Axel Brammer

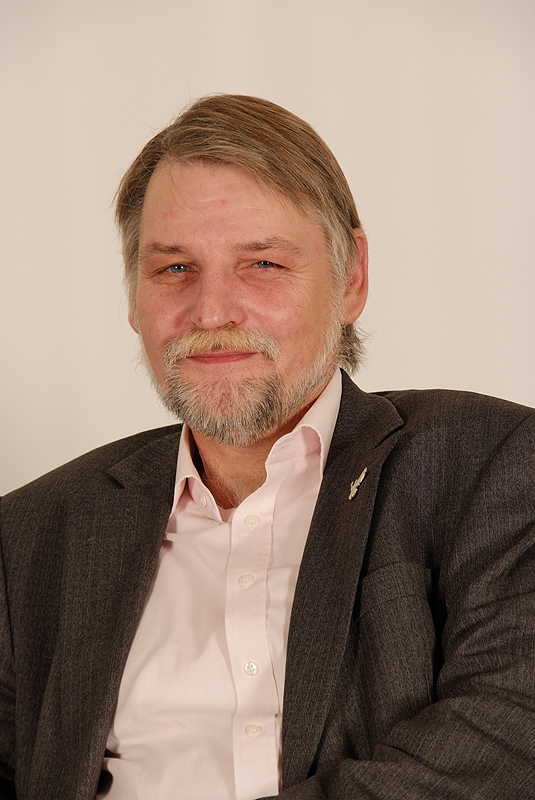
Axel Brammer im November 2009

Axel Brammer (* 13. Juni 1955 in Delmenhorst) ist ein deutscher Politiker (SPD). Er war von Februar 2008 bis November 2022 Abgeordneter des Niedersächsischen Landtags.

## Leben
Brammer absolvierte nach seiner Schulausbildung in den Jahren 1971 bis 1974 eine Ausbildung zum Buchdrucker. Bis zu seinem Einzug in den Landtag von Niedersachsen im Jahr 2008, war er in seinem Ausbildungsberuf, bei einer Firma in Delmenhorst, beschäftigt. Brammer ist Mitglied in der Vereinten Dienstleistungsgewerkschaft (ver.di) und bei der Arbeiterwohlfahrt (AWO), wo er im Vorstand des Kreisverbandes Oldenburg/Vechta tätig ist. Er ist verheiratet und hat zwei Kinder.

## Politik
Im Jahr 1987 trat Brammer in die SPD ein und war von 2001 bis 2019 Vorsitzender des SPD-Unterbezirks Oldenburg-Land. Außerdem ist er seit 2003 Mitglied im Vorstand des SPD-Bezirks Weser-Ems. Nachdem er bereits im Jahr 1991 Ratsherr der Gemeinde Hatten wurde, wurde er 1996 Kreistagsabgeordneter im Landkreis Oldenburg. Dort war er Vorsitzender des Jugendhilfeausschusses. Bei der Landtagswahl 2008 zog er über die SPD-Landesliste in den Niedersächsischen Landtag ein. Bei der Landtagswahl 2013 wurde er auf Listenplatz 27 zunächst nicht in den Landtag gewählt, zog jedoch bereits am 20. Februar 2013 als der erste Nachrücker in den Landtag ein, nachdem Daniela Behrens ihr Mandat nach ihrer Ernennung zur Staatssekretärin niedergelegt hatte. Bei der vorgezogenen Landtagswahl am 15. Oktober 2017 wurde Axel Brammer im Wahlkreis 64 (Oldenburg-Land) direkt gewählt; er erhielt mit 35,75 % die Mehrheit der Erststimmen. Bei der Landtagswahl 2022 trat er nicht wieder an.